# نونو سيكييرا
نونو سيكييرا (19 أغسطس 1990 ببورتو في البرتغال - ) هو لاعب كرة قدم برتغالي في مركز الدفاع. شارك مع منتخب البرتغال تحت 18 سنة لكرة القدم. أما مع النوادي، فقد لعب مع نادي ليتشويس وناسيونال ماديرا ونادي ليسا ‏ ونادي فافي ‏.

## وصلات خارجية
- نونو سيكييرا على موقع الاتحاد الأوربي (الإنجليزية)
- نونو سيكييرا على موقع اتحاد تركيا (لاعب) (الإنجليزية)
- نونو سيكييرا على موقع قاعدة بيانات كرة القدم.إي يو (الإنجليزية)
- نونو سيكييرا على موقع Soccerway.com (الإنجليزية)
- نونو سيكييرا على موقع AS.com (الإسبانية)